# Karin Luts
Karin Luts (ur. 29 kwietnia 1904 w Riidaja, zm. 7 kwietnia 1993 w Sztokholmie) – malarka, graficzka, projektantka kostiumów, uważana za jedną z najbardziej wyjątkowych i błyskotliwych twórczyń w historii sztuki estońskiej.

## Życiorys
Urodziła się w pobliżu Riidaja w prowincji Valga (inne źródło wskazuje na prowincję Viljandi). Jej młodszą siostrą była aktorka Meta Luts. Kiedy Karin miała pięć lat, rodzina przeniosła się do Kilingi-Nõmme. Uczyła się w Parnawie, a w roku 1922 zaczęła studiować sztukę w niedawno założonej Art School of the Pallas Arts Association w Tartu pod kierunkiem Konrada Mägi i Ado Vabbe. W Werner Café w Tartu miała okazję poznać znanych artystów, pisarzy i aktorów. Od 1927 pracowała jako projektantka kostiumów teatralnych. Studia zakończyła w 1928, a później kontynuowała naukę na Académie de la Grande-Chaumière w Paryżu (1928-29) pod kierownictwem André Lhote.
W 1929 powróciła do Tallinna i pracowała tu jako niezależna artystka. Jej prace zostały dobrze przyjęte przez krytyków sztuki i w latach trzydziestych Karin Luts była jedną z najbardziej cenionych artystek w Estonii. W 1939 studiowała w studio na Via Margutta w Rzymie jako stypendystka Klubu Kobiet w Tallinie, a w latach 1940–1941 była wykładowczynią na Akademii, którą wcześniej ukończyła.
W 1944 w przededniu drugiej sowieckiej okupacji Karin Luts i jej niedawno poślubiony mąż, lingwista Peeter Arumaa, w niewielkiej łódce uciekli do Szwecji. W 1950 otrzymali oboje obywatelstwo szwedzkie. Nie chciała nic wiedzieć o sowieckiej Estonii i tworzonej tu sztuce, dlatego kontynuowała studia nad sztuką francuską i włoską. Studiowała grafikę w Sztokholmie u A. Grossa-Erikssona (1960-68), u J. Friedländera w Salzburgu (1967) i Paryżu (1969), witraż (1968) i malarstwo monumentalne (1971) w Sztokholmie oraz historię sztuki w sztokholmskim Instytucie Włoskim. W Szwecji była jedną z najaktywniejszych organizatorek estońskich wystaw artystycznych i pisarek artystycznych na emigracji, poszukując w swojej twórczości kontaktów z ówczesną sztuką nowoczesną, tworząc zarówno w stylu abstrakcyjnym, jak i surrealistycznym. Od 1963 Karin Luts była członkinią Szwedzkiego Stowarzyszenia Artystek (Föreningen Svenska Konstnärinnor), a od 1964 Szwedzkiego Stowarzyszenia Artystów (KRO, Konstnärernas Riksorganisation). Od lat sześćdziesiątych po ukończeniu kursów graficznych, Luts zajmowała się również grafiką i wystawiała ze szwedzkimi artystami. Publikowała artykuły na temat estońskiej i zagranicznej sztuki współczesnej.
Zmarła w Sztokholmie w 1993. Swoje obrazy i grafiki przekazała Muzeum Sztuki w Tartu, a swoje bogate dziedzictwo literackie (pamiętniki, korespondencja) Muzeum Literackiemu w Tartu.

## Twórczość
Karin Luts rozpoczęła pracę pod koniec lat dwudziestych XX wieku w stylu neoklasycznym, w którym dają się zauważyć naiwność i groteska charakterystyczne dla późniejszej twórczości. Już podczas studiów artystka potrafiła przyciągnąć uwagę swoim pomysłowym, osobistym językiem obrazów. Ważnym momentem w rozwoju jej twórczości były studia w Paryżu – po powrocie jej dzieła tracą element komiczności, a Luts zaczyna zwracać uwagę na formę i paletę kolorystyczną. Jako utalentowana, niezależna, łamiąca konwencje autorka, która jednocześnie manifestuje pozycję artystki, zajęła niezwykłe miejsce w estońskim życiu artystycznym lat trzydziestych XX wieku, zdominowanym przez mężczyzn. W jej dziełach pojawiła się subtelność z elementami późnego impresjonizmu i fowizmu. Kompozycje figuratywne, portrety i martwe natury urzekają czarującą kolorystyką, nieco naiwnym doborem motywów, a czasem wręcz groteskowym spojrzeniem.
Jako znakomita graficzka tworzyła ekslibrisy i ilustracje książkowe. W swoich wczesnych kompozycjach figuralnych, malowanych w Sztokholmie, pozostawała pod silnym wpływem włoskiego naiwizmu i sztuki figuratywnej. Od początku lat pięćdziesiątych ponownie malowała martwe natury i tworzyła akwarele oparte na motywach włoskich. W połowie tej dekady forma dzieł stała się bardziej abstrakcyjna. W latach sześćdziesiątych tworzyła mistrzowskie technicznie litografie i ryciny barwne o wyrafinowanym podejściu formalnym, w których figuratywność przeplata się z abstrakcją.
Karin Luts była pierwszą artystką estońską, która brała czynny udział w pisaniu o sztuce. W swoich artykułach przyglądała się kwestiom kulturalnym i artystycznym oraz reagowała z wyczuciem na nowatorskie ruchy artystyczne. W licznych pamiętnikach i listach, które trafiły obecnie do Muzeum Literackiego w Tartu, analizowała przemiany epoki, pozycję kobiet i artystek, tematykę wygnania. Uważana jest za pierwszą artystkę feministyczną w Estonii.

## Wystawy
Niektóre wystawy dzieł Karin Luts:
- Karin Luts: an exhibition of early works, Tartu Kunstimuuseum, Tartu 1973[2]
- Karin Luts. Konflikty i wyznania (Karin Luts. Konfliktid ja pihtimused), Tartu Kunstimuuseum, Tartu 2004[2]
- Pierwsze artystki w Estonii (Eesti esimesi naiskunstnikke), Adamson-Ericu muuseum, Tallin 2005[3]
- 70 Years from the Paris World Exhibition in 1937 w Adamson-Eric Museum, Tallin 2007
- The River Runs Through Here… Chapters from the Art History of Tartu, Tartu Kunstimuuseum, Tartu 2016
- The Artist’s Gaze. Self-portrait, Tartu Kunstimuuseum, Tartu 2017
- The Eloquent Body. Works from the Collections of Tartu Art Museum, Tartu Kunstimuuseum, Tartu 2017
- Among Ourselves. Woman Portraying a Woman, Tartu Kunstimuuseum, Tartu 2018
- Mysticism and Eros w Tartu Kunstimuuseum, Tartu 2019

## Nagrody i wyróżnienia
- 1963 Tavolozza d′oro w Mediolanie[1]
- 1969 Medaglia d′argento w Rzymie[1]

## Dzieła

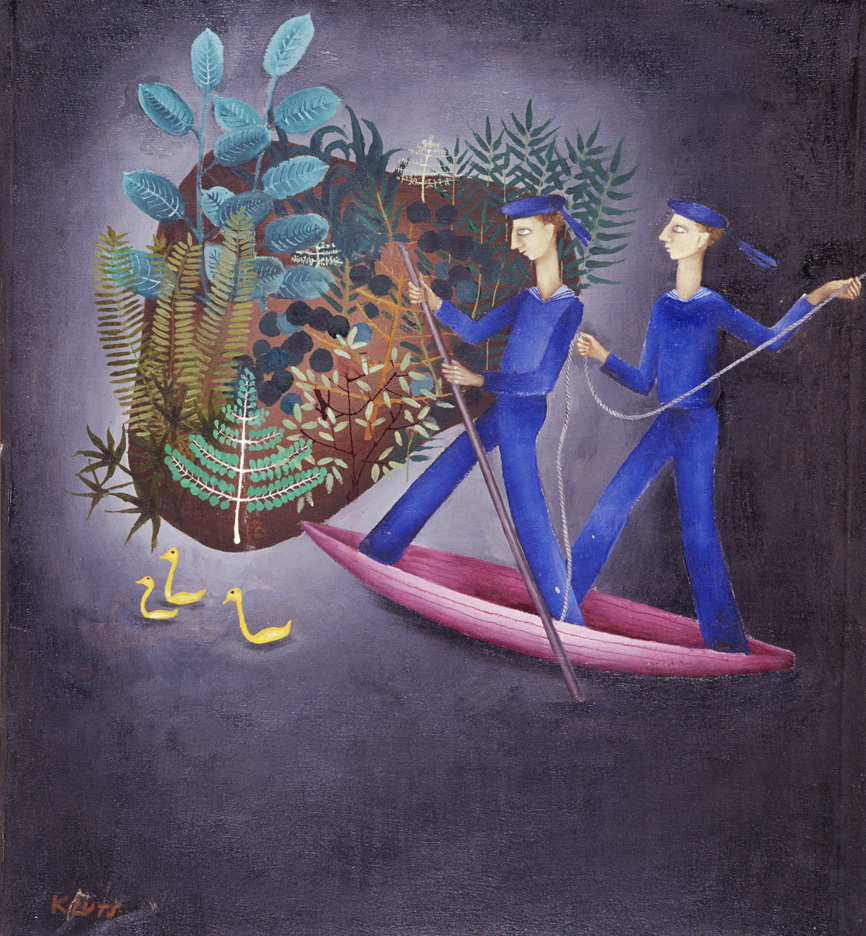
Kompozycja, 1927
Ogrodnik, 1928
Rzeź niewiniątek, 1928
Kandydaci do bierzmowania, 1936
Rybaczka na plaży, 1943